# مصرية ميديا
مصرية ميديا (بالإنجليزية: Masreya Media) هي شركة مصرية متخصصة في ترجمة ودبلجة الأفلام والمسلسلات والرسوم المتحركة والأفلام والوثائقية والألعاب من وإلى اللغة العربية والإنجليزية والفرنسية والفارسية وغيرها من اللغات بالإضافة إلى تسجيل الصوت الأصلي لأعمال الرسوم المتحركة المحلية والإعلانات وتسجيل الدبلجة الخاصة لضعاف البصر المعروفة باسم الوصف السمعي، بدأت الشركة عام 1999 في مجال الترجمة المعروضة نصيًا والمعروفة بالإنجليزية باسم (بالإنجليزية: Subtitle) عقب شراكة وقعت بين شيرين الحكيم وفيموني عكاشة. حاليًأ توفر الشركة أيضًا الدبلجة العربية بالعديد من اللهجات العربية مع التركيز على اللهجة المصرية واللهجة السورية والعربية الفصحى، حيث في عام 2007 تم توسيع الشركة بإضافة قسم الدبلجة لخدمات الشركة المتعددة بالإضافة إلى انضمام عائشة سليم للشركة، والتي تتضمن حاليا الدبلجة والترجمة والترجمة الصوتية والدبلجة البصرية وإنتاج الرسوم المتحركة وتسجيل الإعلانات، والتسويق المحلي سابقًا. بدأت الشركة بالعمل على العديد من الأعمال خصوصًا باللهجة المصرية لصالح شبكة شبكة أوربت شوتايم تضمنت بيتي القبيحة باللهجة المصرية. تعاقدت شركة ديزني العالمية مع الشركة لدبلجة الجزء الجديد من سلسلة أفلام تنة ورنة وسبق أن تعاونت مع شركة ديزني في العديد من الأعمال وأصدرت النسخة العربية لأفلامها.

## الإدارة
- شيرين الحكيم - مخرجة، مديرة ومؤسسة مشاركة[7]
- عائشة سليم - مديرة قسم الدبلجة والتعريب الصوتي
- عادل لاشين - مدير عام
- سحر الشربيني
- سالي قنديل - مدير قسم مراقبة الجودة
- إيناس صبري - مدير قسم الكاستنج / مخرج
- أسماء سمير - مخرج

## الأعمال
قام ستوديو مصرية ميديا بدبلجة العديد من الأعمال للعديد من اللغات واللهجات العربية المتعددة بداية من أفتتاحه متبوعًا بانضمام عائلة سليم إلية منذ دبلجة حلقة تجريبية لمسلسل سوني بكتشرز بيتي القبيحة، باللهجة المصرية لصالح شبكة أوربت شوتايم. تبع هذا العديد من الأعمال بلهجات عربية أو فصيحة على حد سواء تضمنت فيلم ركوب الأمواج والعديد من الأعمال لشركة والت ديزني وتلفزيون ج.

### مسلسلات رسوم متحركة
- أسطورة طرزان (النسخة العربية الفصحى)
- إلينا من آفالور
- افاتار اسطورة آنج (الموسم الأول والثاني)
- أكادمية سكايلاندرز
- آن شيرلي
- البديل
- جيك و قراصنة أرض الأحلام (النسخة الأولى)
- حورية البحر (النسخة العربية الفصحى)
- حيوانات على عجلات
- الخنزيرة بيبا (بالإنجليزية: Peppa Pig)
- الدببة الثلاثة
- الدنيا روزي
- يوميات رابونزل
- ربطات ميني
- ستار دارلينجز
- صوفيا الأولى
- عالم وينكس
- العميل السري أوسو
- العرض العادي
- فارس وفادي
- قصص بطوطية (2017)
- قطار الأقزام السبعة
- لولي روك
- ماني الحرفاني
- ميراكيلوس: قصص الفتاة الدعسوقة والقط الأسود
- ميكي ماوس
- ميكي والمتسابقون
- ميكي ينادي يحيا النادي
- نهضة بطل الدرع[9]

### أفلام رسوم متحركة
- أحدب نوتردام (نسخة تلفزيون ج)[10]
- أحدب نوتردام 2 (النسخة الرسمية) و (نسخة تلفزيون ج)[11]
- أخي الدب (نسخة تلفزيون ج)
- أخي الدب 2 (النسخة الرسمية) و (نسخة تلفزيون ج)
- الأسد الملك (نسخة تلفزيون ج) و (وصف سمعي)
- الأسد الملك 2: عهد سمبا (نسخة تلفزيون ج)
- الأسد الملك 3: هاكونا ماتاتا (نسخة تلفزيون ج)
- أسطورة مريدا
- إلينا وسر مملكة أفالور
- أنجري بيردز الفيلم
- الثعلب والكلب (نسخة تلفزيون ج)
- السيف المغمور (نسخة تلفزيون ج)
- الفسحة: حدث في الصف الخامس
- الفسحة: العودة إلى الحضانة
- الفسحة: العطلة الصيفية
- البحث عن دوري (النسختين العربيتين)
- بلال
- ترولز
- النبيلة والشارد(نسخة تلفزيون ج)
- حكاية الهلايف (نسخة تلفزيون ج)
- أهلا بالأصدقاء
- تنة ورنة (سلسلة) (النسخة الرسمية) و (نسخة تلفزيون ج)
- حكاية لعبة: أجازة في هاواي
- رابونزل (النسخة الرسمية) و (نسخة تلفزيون ج)
- رالف المدمر
- سندريلا (نسخة تلفزيون ج)
- سيارات 2 (النسخة الرسمية)
- عالم نلهو فيه (نسخة تلفزيون ج)
- طرزان (نسخة تلفزيون ج)
- طرزان 2 (نسخة تلفزيون ج)
- طرزان وجين (نسخة تلفزيون ج)
- علاء الدين (نسخة تلفزيون ج)
- علاء الدين وزعيم اللصوص (نسخة تلفزيون ج)
- عودة جعفر (نسخة تلفزيون ج)
- شوكولاتة بالبندق (نسخة تلفزيون ج)
- فندق ترانسلفانيا 2 (وصف سمعي)
- قصص بطوطية: كنز المصباح المفقود (نسخة تلفزيون ج)
- قطط ذوات (نسخة تلفزيون ج)
- قطط ترتدي أحذية
- قيادة الأحارس: عودة الزئير
- مزرعة في خطر (نسخة تلفزيون ج)
- المغامرة النمورية (النسخة الرسمية) و (نسخة تلفزيون ج)
- مغامرات بندق (نسخة تلفزيون ج)
- مغامرات ويني الدبدوب (نسخة تلفزيون ج)
- مغامرات تن تن
- الأميرة والضفدع
- ملكة الثلج
- مدرسة سباق الآنسة فريتر
- مغامرة أولاف الثلجية
- ميكي والاشرار
- الوحوش ضد الكائنات الفضائية
- ويني الدبدوب (النسخة الرسمية) و (نسخة تلفزيون ج)
- موانا
- بونيو على جرف البحر
- آرلو الفتى التمساح
- فيفو

### مسلسلات حركة حية
- آجلي بتي - (نسخة أوربت شوتايم - لهجة مصرية)
- أعترافات ملكة الدراما المراهقة - (لهجة سورية)
- إيران - أزواج وزوجات - (لهجة مصرية)
- مسلسل تتش - (لهجة سورية)
- تيلينوفلاس - سكريتري - (لهجة مصرية)
- دامجد - (نسخة أوربت شوتايم - لهجة مصرية)
- دهراما وغريغ - (نسخة أوربت شوتايم - - لهجة مصرية)
- ذا بردج - (لهجة سورية)
- طريق أكتوبر - (لهجة سورية)
- كرسماس كراش - (لهجة سورية)
- چولي والخياليون
- لعبة الحبار

### أفلام حركة حية
- آليس في بلاد العجائب - (نسخة أوربت شوتايم - لغة عربية فصحى)
- آجلي ترث - (نسخة أوربت شوتايم - لهجة مصرية)
- حارس الحديقة - (لهجة مصرية)
- المبتس - (نسخة تلفزيون ج)
- زابد (بالإنجليزية: Zapped) - (لهجة مصرية)
- مستر فوكس الرائع - (نسخة أوربت شوتايم - لهجة مصرية)
- متمردة الراديو - (لهجة مصرية)
- يحكى أن - (نسخة تلفزيون ج)

### برامج
- صندوق أدوات الفنان - قناة الحرة

## عملاء الشركة
تضم هذه اللائحة أبرز عملاء الإستوديو من الشركات الكبرى:
- باراماونت بيكتشرز
- بي بي سي
- تلفزيون ج
- تيرنر للترفيه
- دريم ووركس
- دي إتش إل إكسبريس
- روتانا (قنوات)
- سوني بيكتشرز إنترتينمنت
- شبكة أوربت شوتايم
- شركة والت ديزني (2007 - حاليًا)
- فوكس إنتراكتيف
- قناة ديسكفري
- كرتون نتورك
- ناشيونال جيوغرافيك
- نكلوديون
- نتفليكس

## الأداء الصوتي
تتعامل مصرية ميديا مع العديد من الممثلين ومنهم:
- إبرام عماد
- إبراهيم غريب
- إبراهيم بعلوشة
- أحمد جمال
- أحمد خرفوش
- أحمد خليل
- أحمد زكريا
- أحمد سعد
- أحمد شاهين
- أحمد شمعة
- أحمد شوقي
- احمد شومان
- أحمد صلاح
- أحمد صبحي
- أحمد عبد الرحمان
- أحمد مبارك
- أحمد عبد العزيز
- أحمد مختار
- أحمد نديم
- أدهم محمد
- أدهم محمود
- أسامة فوزي
- أسامة علوش
- إسلام حسيب
- أسماء سمير
- أشرف سويلم
- أشرف غانم
- الأمير علاء
- لوما صبري
- إلهام غسال
- إلهامي أمين
- أماني البحطيطي
- أماني محمد
- أمل أسعد
- أمل عبد الله
- إمل حجازي
- أميرة الناصر
- إيمان عياد
- إيمان غنيم
- أيمن عبد الرحمان
- إيناس صبري
- إيهاب الشاوي
- إيهاب فهمي
- إيهاب الشاوي
- آية حمزة
- أية خميس
- أية شلبى
- باسل داوود
- بسمة متى
- بطرس غالي
- بهاء أيوب
- بهاء محمد
- تميم عبدو
- ثريا إبراهيم
- تالا العربي طرقان
- جاكلين رفيق
- جسيكا روبيرت كلش
- حسين رؤوف
- جلال الهجرسي
- جمال سليمان
- جهاد أبو العينين
- جولي فانزي
- جون سمير
- جيسي عادل
- جيسيكا كالوش
- جيهان الناصر
- حاتم ياسر
- حبيبة الطايل
- حبيبة حازم
- حبيبة مجدي
- حلا صبري
- حلمي فودة
- حنان يوسف
- خالد الشرشابي
- خالد توكل
- خالد زكي
- خالد منصور
- خلود عمر
- دارين هاني
- داليا فاروق
- ديما حسام
- دينا اسكندر
- دينا البراء
- دينا النجار
- دينا بشير
- دينا ناير
- رأفت ماهر لبيب
- رامي جير
- رامو هاني
- رامي الحجار
- رامي الطمباري
- رجاء أحمد
- رشا حمدي
- رشا عبد الله
- رضوان صوان
- رمزي لينير
- رمضان خاطر
- روان النشار
- ريم شعبان عبد العلنيم
- زايد فؤاد
- زهرة رامي
- زياد الشريف
- زياد مدحت
- زينب مبارك
- سالى قنديل
- سامي صلاح
- سامي مغاوري
- سامية صالح
- سارة الجوهري
- سارة عبد الرحمن
- سحر غريب
- سلوى محمد علي
- سهير البدراوي
- سيد الأبصري
- سيد الرومي
- سارة سيد
- سيد مصطفى
- شادي خفاجة
- شادية حسني
- شاهيناز حمدي
- شروق صلاح
- شروق قنديل
- شهاب إبراهيم
- شهاب الدين محمود
- شهيرة فؤاد
- صفوت الغندور
- صفوت صبحي
- ضياء عبد الخالق
- طارق البرلسي
- طارق إسماعيل
- طارق عبيد
- عاطف يوسف
- عادل خلف
- عادل عمر
- عابد عناني
- عبد العزيز أشراف
- عبد الله سعد
- عز الدين خالد
- عزت إبراهيم
- عزت غانم
- عزيز فرج
- عكاشة على عكاشة
- علاء خالد
- علا رشدي
- علاء قوقة
- علي حسنين
- علي قاسم
- عمر جاهين
- عمرو المليجي
- عمرو يحي
- عبد الله خالد
- عمرو يحيى
- عمرو علوش
- عهدي صادق
- كارمن سليمان
- كمال عطية
- كريم ناجي
- كريمة محمد سلامة
- قصي خضر
- لمياء سليمان
- ليلى سامي
- لبنى ونس
- ماجد الكدواني
- ماجدة ميخائيل
- مادونا عادلى
- ماري سمير
- مريان مكرم
- مريم الخشت
- محسن حلمي
- محسن صلاح
- محمد عمرو
- محمد أبو الخير
- محمد الطنطاوي
- محمد العربي طرقان
- محمد الشرشابي
- محمد أيمن
- محمد جبريل
- محمد حسن
- محمد شاروبي
- محمد عبد المعطي
- محمد عبد العظيم
- محمد قنديل
- محمد محمود عامر
- محمد متولي
- محمد ملك
- محمد وليد
- محمود إسماعيل
- محمود العراقي
- محمود حمودة
- محمود عامر
- محمد عبد الوهاب
- محمود عماد الدين
- محمود عماد
- محمود عوض
- محيى أسماعيل
- مريم مكيوي
- مروة عبد الغفار
- مروة فرج
- مصطفى سمير
- مصطفى البراء
- مصطفي الصاوي
- مصطفى رمضان
- مظهر عبد المنعم
- معتز مطر
- معوض إسماعيل
- ملك حمزة
- منال سلامة
- مؤمن البرديسي
- مي الجندي
- مي عبد النبي
- مي يسري
- ميادة السعيد
- ميداء سامي
- ميريام عدلي
- نادر المصري
- نادين أنور
- ناريمان نيازي
- ناصر شاهين
- ناير ناجي
- نسمة الكردي
- نصرة جاد
- نسمة محجوب
- نعمت الشرنوبي
- نهى فكري
- نهى قيس
- نهى محمود
- نور عصام
- نوريستا المرغني
- نيفين السكري
- هاشم هاني
- هالة حاتم
- هالة صبري
- هاني إبراهيم
- هاني سامي
- هاني عبد الحي
- هدي عبد العطيم
- هشام الجندي
- هشام الشاذلي
- هشام نور
- هشام عادل
- هنادي عبد الخالق
- هنادي محمد
- هند عمرو
- وائل شاهين
- وائل منصور
- وليد حماد
- يارا علاء
- ياسر شعبان
- ياسمين سمير
- ياسمين صهيل
- ياسمين علوش
- ياسمين ياسر
- ياسين سهيل
- يامن عبد النور
- يمني البنداري
- يوسف إسماعيل
- يوسف إيهاب
- لاما هاني عبد الحي
- حسام قابيل

## وصلات خارجية
- الموقع الرسمي
- مصرية ميديا على لنكد إن
- مصرية ميديا على دليل الصفحات الصفراء لبيانات الشركات
- بعض أعمال مصرية ميديا في الترجمة